# Johannes Below
Johannes Below, född 1601 i Rostock, död där 27 december 1668, var en tysk läkare. Han var bror till Bernhard Below. 
Below blev student vid Rostocks universitet 1618 och disputerade 1628 på avhandlingen De variolis et morbillis med Jacob Fabricius som preses. Below blev professor vid Dorpats universitet 1632 (eller 1633), var tillika hovrätts- och stadsläkare i Dorpat samt universitetets rektor 1634 och 1641. Han lämnade Dorpat 1643 och blev livmedikus hos tsar Michail Fjodorovitj samt hos efterträdarna Aleksej Michajlovitj och Fjodor Aleksevitj. Han återvände till sitt hemland 1651 och bosatte sig i Lübeck.